# Камень (Каліський повіт)
Камень (пол. Kamień) — село в Польщі, у гміні Гміна Цекув-Кольонія Каліського повіту Великопольського воєводства. Населення — 1019 осіб (2011).
У 1975-1998 роках село належало до Каліського воєводства.

## Демографія
Демографічна структура станом на 31 березня 2011 року:
|          | Загалом | Допрацездатний вік | Працездатний вік | Постпрацездатний вік |
| -------- | ------- | ------------------ | ---------------- | -------------------- |
| Чоловіки | 505     | 106                | 359              | 40                   |
| Жінки    | 514     | 83                 | 339              | 92                   |
| Разом    | 1019    | 189                | 698              | 132                  |